# Visuele agnosie
Visuele agnosie of zieleblindheid is de medische benaming voor het onvermogen tot het herkennen van bepaalde afbeeldingen en kleuren. Visuele agnosie gaat vaak gepaard met afwijkingen van het gezichtsveld. Het wordt meestal veroorzaakt door een hersenbeschadiging in de linker occipitale kwab, maar kan ook zich aan de contralaterale zijde bevinden. Een bijzondere vorm van visuele agnosie is prosopagnosie. In het boek De man die zijn vrouw voor een hoed hield worden ook gevallen van visuele agnosie beschreven.
Enkele vormen van visuele agnosieën:
- Apperceptieve agnosie
- Associatieve agnosie
- Prosopagnosie
- Simultaanagnosie.